# بنفشه‌درق (اردبیل)
بنفشه‌درق روستایی است که در استان اردبیل، شهرستان اردبیل، بخش مرکزی، دهستان بالغلو قرار دارد.

## جمعیّت
بر اساس سرشماری سال ۱۳۸۵ جمعیّت این روستا ۳۳۹ نفر با۶۵خانوار بوده‌است.